# 제17회 부산독립영화제
제17회 부산독립영화제는 2015년 11월 20일에 열린 시상식이다.

## 수상 및 후보

### 부산영화-주먹상
- 신탄진 - 최정문 수상

### 심사위원 특별상
- 러닝 포토스 - 김나영 수상
- 나는 집으로 간다 - 김수지 수상

### 기술창의상
- 저녁식사 - 박수민 수상

### 열일곱 번째 프로포즈상
- 신탄진 - 박세재 수상
- 나는 집으로 간다 - 팽지인 수상

### 내 마음의 영화상
- 역전 - 오정석 수상

### 최고의 포스터
- 눈사람 - 박영근 수상

### 부산독립영화인상
이성철 수상

### 메이드 인 부산
- 9월9일 - 정혜진
- 청춘의 눈물 - 김주은
- 태권소녀 - 이보리
- 슬로우 슬로우 퀵 퀵 - 고경호
- 급식실 오디세이 - 전수빈
- 소라의 하루 - 한동혁
- 시지프 - 송성모
- 홍주의 로맨스 - 이유진
- 당산 - 윤지수
- 만덕 - 오준영
- 영자씨 - 전형식
- 결백 - 김재식
- 생태주의 - 곽으뜸
- Order - 안성희
- 그 자리 - 신나리
- 무언가 사라졌다 - 박천현
- 영 아일랜드 - 김종한
- 윤일 - 이채린
- 클라리네티스트 - 최재혁

### 딥포커스
- 물의 기원 - 김응수
- 얼굴 - 김응수
- 시간은 오래 지속된다 - 김응수
- 물속의 도시 - 김응수
- 아버지 없는 삶 - 김응수
- 과거는 낯선 나라다 - 김응수

### Inter-City
- 긴카 - 안토니아 밀체바
- 완전히 새로운 세상 - 레이첼 맥클린
- 뜨개질의 추억 - 마리 피츠패트릭
- 전자 제품 - 루이스 볼튼
- 우리 아버지 - 아르투르 자렘바
- 스페어 키 - 로스 벅스
- 짧은 삶 - 안나 다운즈
- 쉬머 - 코민 린
- 보테프는 멍청이다 - 데얀 바라레브
- 납작한 아빠 - 매트 홀컴
- 사랑에 빠진 갓파 - 이노우에 히로키
- 네코 워크 - 나오야 사카모토
- 연락처 - 로라 풀텐가
- 잊을 수 없는 - 랴오 후아링
- 빈센트 블랙 라이트닝 - 캣 브루스
- 스크리블덥 - 로스 하그
- 글래스고의 그랜드 오우 아프리 - 마리사 프리비테라 멀더치
- 카모플라쥬 - 다이시 카토

### Another Choice
- 배려와 도박 - 이신희
- 잠시 외출합니다 - 권종현
- 굴레 - 최원욱

### 부산청소년영화
- 나의 하루는 - 임현 외 6명
- 두 얼간이 - 김한신
- 슈퍼히어로 SM - 임고운
- 아차차 - 우수진
- 여자? 친구! - 오진재
- 우리 할머니다 - 김재우
- 찢어진 교과서 - 김은겸

### 부산독립장편영화
- 현수의 노래 - 정성욱
- 다른 밤 다른 목소리 - 최용석
- 범전 - 오민욱
- 그림자들의 섬 - 김정근
- 눈이라도 내렸으면 - 장희철
- 소시민 - 김병준
- 기억으로부터 - 안용우
- 닿지 않는 - 장희철
- 적막의 경관 - 오민욱
- 새의 침묵 - 김대황

### 지역독립영화
- 라오스 - 임정환
- 사막 한가운데서 - 채한영
- 날 받은 놈 - 이승욱
- 김밥 - 김한울

### 한국독립애니메이션
- 우주보자기 - 정승희
- 심경 - 김승희
- 환 - 김준기
- 바람 - 백미영
- 배다리뎐 - 김혜미
- 애프터눈 클래스 - 오서로
- 자니 익스프레스 - 우경민
- 화장실콩쿨 - 이용선

### 부산다큐멘터리 초기작
- 마지막 광부 - 김영조
- 상 - 오민욱
- 낯선 꿈들 - 김지곤
- 오후 3시 - 김지곤
- 잔인한 계절 - 박배일
- 버스를 타라 - 김정근
- 전설의 여공 : 시다에서 언니되다 - 박지선